# Сімоне Трімболі
Сімоне Трімболі (італ. Simone Trimboli; нар. 19 квітня 2002, Лаванья) — італійський футболіст, півзахисник клубу «Сампдорії».
Виступав за юнацьку збірну Італії.

## Клубна кар'єра
Народився 19 квітня 2002 року в місті Лаванья. Вихованець юнацької команди «Дон Боско» та академії «Сампдорії».
У дорослому футболі дебютував 2022 року виступами за головну команду генуезького клубу, взявши по ходу сезону 2021/22 участь у п'яти іграх Серії A.

## Виступи за збірні
2017 року дебютував у складі юнацької збірної Італії (U-15), загалом на юнацькому рівні за команди різних вікових категорій взяв участь у 29 іграх.

## Статистика виступів

### Статистика клубних виступів
Станом на 22 травня 2022
| Сезон             | Команда           | Чемпіонат         | Чемпіонат | Чемпіонат | Національний кубок | Національний кубок | Національний кубок | Континентальні кубки | Континентальні кубки | Континентальні кубки | Інші змагання | Інші змагання | Інші змагання | Усього | Усього |
| Сезон             | Команда           | Ліга              | Ігор      | Голів     | Ліга               | Ігор               | Голів              | Ліга                 | Ігор                 | Голів                | Ліга          | Ігор          | Голів         | Ігор   | Голів  |
| ----------------- | ----------------- | ----------------- | --------- | --------- | ------------------ | ------------------ | ------------------ | -------------------- | -------------------- | -------------------- | ------------- | ------------- | ------------- | ------ | ------ |
| 2021–22           | «Сампдорія»       | A                 | 5         | 0         | КІ                 | 0                  | 0                  |                      | -                    | -                    |               | -             | -             | 5      | 0      |
| Усього за кар'єру | Усього за кар'єру | Усього за кар'єру | 5         | 0         |                    | 0                  | 0                  |                      | -                    | -                    |               | -             | -             | 5      | 0      |